# دايفيد هايندز
دايفيد هايندز (بالإنجليزية: David Hinds)‏ هو موسيقي وعازف قيثارة ومغني بريطاني، ولد في 15 يونيو 1956 في Handsworth, West Midlands ‏ في المملكة المتحدة.

## وصلات خارجية
- دايفيد هايندز على موقع IMDb (الإنجليزية)
- دايفيد هايندز على موقع ميوزك برينز (الإنجليزية)
- دايفيد هايندز على موقع ديسكوغز (الإنجليزية)
- دايفيد هايندز على موقع قاعدة بيانات الفيلم (الإنجليزية)